# Brignogan-Plage
Brignogan-Plage is een plaats en voormalige gemeente in het Franse departement Finistère (regio Bretagne) en telt 849 inwoners (1999). De plaats maakt deel uit van het arrondissement Brest. Brignogan-Plage is op 1 januari 2017 gefuseerd met de gemeente Plounéour-Trez tot de gemeente Plounéour-Brignogan-plages. 

## Geografie
De oppervlakte van Brignogan-Plage bedraagt 3,6 km², de bevolkingsdichtheid is 235,8 inwoners per km².
De onderstaande kaart toont de ligging van Brignogan-Plage met de belangrijkste infrastructuur en aangrenzende gemeenten.

## Demografie
Onderstaande figuur toont het verloop van het inwonertal (bron: INSEE-tellingen).